# Saisy
Saisy è un comune francese di 325 abitanti situato nel dipartimento della Saona e Loira, nella regione della Borgogna.

## Società

### Evoluzione demografica
Abitanti censiti